# Сизиф Шеффера
Сизиф Шеффера (лат. Sisyphus schaefferi) — вид жесткокрылых насекомых из подсемейства скарабеин. Видовое название дано в честь немецкого энтомолога Якоба Кристиана Шеффера (1718—1790).
Тело округлой формы, чёрного цвета, немного блестящий. Головной щит спереди с выемкой. Глаза являются почти разделёнными надвое. Надкрылья с малозаметными полосками. Передние голени снаружи с 3 зубцами, задние согнуты дугообразно. Передние лапки короткие, задние — длинные. Длина тела от 7 до 13 мм.
Теплолюбивый палеарктический вид имеет обширный ареал от Центральной Европы на восток до Китая. Самка откладывает одно яйцо в шарик из овечьего или коровьего навоза, который она катит вместе с самцом до подходящего углубления в земле.